# Moritz von Egidy (père)
Pour les articles homonymes, voir Moritz von Egidy et Egidy.
Christoph Moritz von Egidy (né le 29 août 1847 à Mayence - décédé le 29 décembre 1898 à Potsdam) est un militaire, philosophe, pacifiste et réformateur chrétien allemand. 

## Biographie
Moritz est issu de la famille Egidy (de), probablement néerlandaise à l'origine, qui, selon la tradition interne à la famille, a émigré à Elbing vers la fin du XVIe siècle et est anoblie en 1687. Il est le fils du capitaine prussien Ferdinand von Egidy (1811-1852) et d'Alexandrine née Siegmund (1813-1887) de Berlin.
Egidy étudie dans les écoles des cadets à Potsdam et à Berlin et devient en 1865 sous-lieutenant dans le 35e régiment de fusiliers de l'armée prussienne, avec lequel il participe à la guerre austro-prussienne de 1866. En 1868, il s'engage dans l'armée saxonne pour des raisons familiales. En 1875, il devient maître de cavalerie, en 1884, major dans le 18e régiment de hussards. En automne 1890, à la demande du roi de Saxe, il doit prendre sa retraite avec le grade de lieutenant-colonel et comme officier d'état-major titulaire dans le régiment de hussards de Großenhain, en raison de son livre Ernste Gedanken.
De 1891 à 1897, Egidy réside à Berlin. C'est là que son nom est donné à une rue de la coopérative de construction de logements "Freie Scholle (de)" à Tegel.
Son ouvrage Ernste Gedanken, paru en octobre 1890 à Leipzig, fait grand bruit. Face au rétrécissement dogmatique et à l'ossification de l'Église évangélique, il y souligne le caractère non dogmatique du christianisme en tant que religion de l'amour et appelle avec le plus grand sérieux à un renouveau religieux. L'œuvre est en même temps un appel à un certain christianisme réformé. L'ouvrage est diffusé à 50 000 exemplaires en cinq mois. Ses idées d'éthique sociale le font connaître et le poussent à jouer un rôle de précurseur, y compris dans différents camps politiques. À la suite de sa publication, sa carrière militaire toute tracée prend fin, il est démobilisé et reste sous la surveillance de la police secrète jusqu'à sa mort.
Il décède le 29 décembre 1898 des suites d'une maladie lors d'une de ses tournées de conférences. Plusieurs cérémonies sont organisées en son honneur, par exemple le 29 janvier 1899 au Concerthaus de la Leipziger Straße à Berlin. Le "Comité de la commémoration" a invité 145 personnes, dont Friedrich Simon Archenhold (de), Adolf Damaschke (de), Fidus (de son vrai nom Hugo Höppener), Wilhelm Foerster, Viktor Knorre, Gustav Landauer, Hugo Landsberger (de), Wilhelm Liebknecht, Gustav Lilienthal (de), Franz Oppenheimer, Wilhelm von Polenz (de), Johannes Tews (de), Ferdinand Tönnies, et Bruno Wille (de).

## Œuvres
- Weiteres zu den Ernsten Gedanken Berlin, 1890
- Ausbau der Ernsten Gedanken 8 Hefte Berlin, 1891
- Bericht über die Pfingstversammlung Berlin, 1891
- Das einige Christentum Berlin, 1891
- Ernstes Wollen. Berlin, 1891
- MvE im Interview in: Hermann Bahr; Hermann Greive (de) (Hg.): Der Antisemitismus. Ein internationales Interview. Jüdischer, Königstein 1979 (zuerst 1894, Neuaufl. 2005)  (ISBN 3-7610-8043-3), S. 38–42.